# اندیس آتش کوه
آتش کوه یک اندیس غیرفلزی است که در حوالی شهر شرق خور استان یزد قرار دارد و مادهٔ معدنی موجود در آن، فلوئورین است.  